# Seznam argentinskih kiparjev
Seznam argentinskih kiparjev.

## A
- France Ahčin

## B
- Alfredo Bigatti
- Erminio Blotta
- Ivan Bukovec (1932)

## E
- Adolfo Pérez Esquivel

## G
- Erminio Blotta
- Julio Eduardo Goya
- Marjan Grum?

## K
- France Kambič
- Gyula Kosice (madž. rodu)

## P
- Julio Le Parc
- Victor de Pol (ital.-argent.)

## M
- Lola Mora (Dolores Mora de la Vega)

## R
- Rafael Roca

## S
- Xul Solar

## V
- (Jure Vombergar)